# Francisco Bayeu

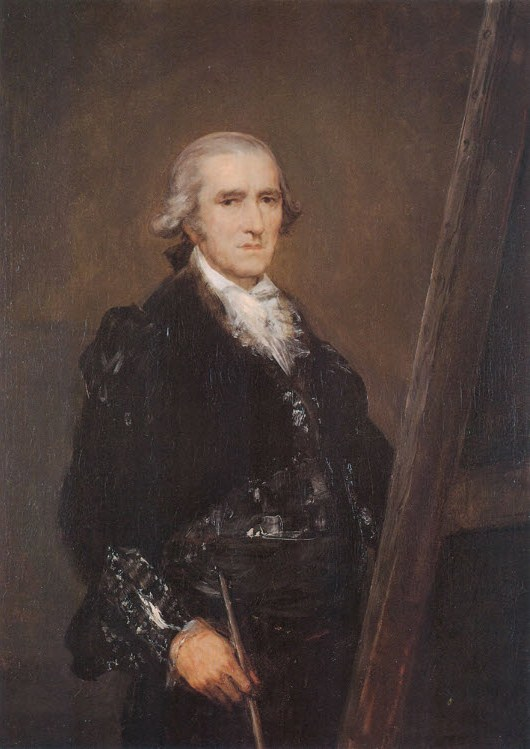
Portret Francisca Bayeu pędzla Goi, 1786

Francisco Bayeu y Subías (ur. 9 marca 1734 w Saragossie, zm. 4 sierpnia 1795 w Madrycie) – hiszpański malarz okresu rokoka i neoklasycyzmu; nauczyciel, współpracownik, protektor i szwagier Francisca Goi.

## Życiorys
Był uczniem Juana Andrésa Merkleina i José Luzana w Saragossie oraz Antonia Gonzáleza Velázqueza w Madrycie. Przez szereg lat związany był z Akademią Sztuk Pięknych San Fernando w Madrycie: w 1765 został jej członkiem, w 1788 dyrektorem wydziału malarstwa, a w 1794 naczelnym dyrektorem. Od 1777 obowiązki te łączył ze stanowiskiem dyrektora artystycznego Królewskiej Manufaktury Tapiserii Santa Barbara w Madrycie, zastępując Antona Rafaela Mengsa. W 1767 został mianowany nadwornym malarzem króla Karola III. 
Wykonał malowidła ścienne w kościołach w Saragossie (San Ildefonso, San Felipe y Santiago, Santa Eulalia, Nuestra Señora del Pilar) oraz w pałacach (Pałac Królewski w Madrycie, Pałac Królewski El Pardo, Pałac Królewski w Aranjuez). Malował portrety i projektował gobeliny. W 1934 muzeum Prado zakupiło 13 jego szkiców do tapiserii. 
W 1781 roku korzystający z protekcji króla Karola III Zakon franciszkanów zamówił siedem obrazów mających zdobić ołtarze Kościoła San Francisco el Grande, a ich wykonanie zlecono siedmiu znanym malarzom epoki. Wśród wyróżnionych niewątpliwym zaszczytem artystów znalazł się Francisco Bayeu oraz: Francisco Goya, Mariano Salvador Maella, Gregorio Ferro, Andrés de la Calleja, Antonio González Velázquez i José del Castillo. Malowidła powstały w latach 1781–1783.
W 1759 ożenił się z Juaną Sebastianą Merklein, córką swojego nauczyciela. Malarzami byli również dwaj jego bracia:
- Ramón Bayeu (1746–1793) – malarz fresków (m.in. w trzech kopułach bazyliki Nostra Señora del Pilar w Saragossie). W 1766 wygrał konkurs na członka Akademii San Fernando w Madrycie. Od 1773 wykonywał 35 projektów gobelinów dla Królewskiej Manufaktury Tapiserii (obecnie znajdują się w Prado). W 1786, wraz z Goyą, został mianowany malarzem królewskim.
- Manuel Bayeu (1740–1809) – zakonnik-kartuz (wstąpił do zgromadzenia w 1760). Malował freski m.in. w kościołach San Francisco i San Gil w Saragossie oraz w katedrze w Jace. Pod koniec życia został wysłany na Majorkę, gdzie wykonał dekorację kościoła klasztoru kartuzów Valldemossa.

## Wybrane dzieła
- Abraham i trzej aniołowie -  1771, 59 x 33 cm, Prado, Madryt
- Autoportret -  1758-59, 31 x 42 cm, Museo de Zaragoza, Saragossa
- Felicjana Bayeu -  1787-88, 38 x 30 cm, Prado, Madryt
- Felicjana Bayeu, córka malarza -  83 x 30 cm, Prado, Madryt
- Karol IV -  1790, 15,5 x 11,4 cm, Akademia San Fernando, Madryt
- Paseo de las Delicias w Madrycie -  1785, 37 x 56 cm, Prado, Madryt
- Poddanie się Granady -  1764, 98 x 111 cm, Luwr, Paryż
- Portret Sebastiana Mercleina -  1780-85, 43 x 35 cm, Museo de Zaragoza, Saragossa
- Święta Rodzina -  1760-62, Museo de Zaragoza, Saragossa
- Święta Rodzina -  ok. 1776, 108 x 80 cm, Prado, Madryt
- Upadek Gigantów oblegających Olimp -  1764, 68 x 123 cm, Prado, Madryt
- Wniebowzięcie Marii -  1761-62, 137 x 81 cm, Prado, Madryt